# Ismael El Jardinero
Ismael El Jardinero (Ismael Torres, Alicante 1974) es un artista paisajista afincado en Olocau.
Su obra pictórica se caracteriza por la "experimentación de tintes informalistas, cuyo lenguaje se nutre del color, normalmente el negro, blanco y rojo, los volúmenes y la materia". "Uno de los artistas actuales más vanguardista, tanto por su creatividad como por los tipos de materiales que utiliza".

## Biografía
Hijo y nieto de pintores, Ismael pasó su infancia en un entorno artístico, manifestando desde temprana edad su pasión por el arte y la naturaleza, posteriormente, en su adolescencia estudió en la Escuela de Artes Aplicadas y Oficios Artísticos de Jaén. A mediados de los años 90 inicia su aprendizaje en la Escuela de paisajismo Castillo de Batres. 
Hoy, bajo la premisa del "Menos es más", Ismael trabaja experimentando con materiales y vegetación, reduciendo la representación artística a lo esencial, sus obras de elaboración aparentemente sencilla pero con una estudiada composición son el resultado de una constante búsqueda de lo minimal.
Ismael El Jardinero es miembro fundador del grupo Artevalencia

## Críticas
"Ismael El Jardinero bebe de los expresionistas y los informalistas...
la finalidad es potenciar el color y la materia. El informalismo no solo puede definirse por lo matérico, sino que puede destacar también por su aspecto lírico, hay toda una reflexión detrás de este resultado final. Destaca el carácter de libertad, ya que al ser obras en las que no encontramos referentes, se potencia la libertad del que crea y del público que se encuentra con una obra en la que no hay contaminación, dejando que sea el espectador el que cree su propia obra" Marisa Pascual.

## Exposiciones individuales
- 2010

Danza Macabra. Albacete. Museo de Albacete, del 22 de octubre al 5 de noviembre.
Exposición permanente. Madrid. Espacio de Exposiciones del Teatro Amaya.
Ismael o la Fusión del Artista. Madrid. Espacio La Mano Zurda, del 22 enero al 12 marzo
- 2011

El Jardín Metálico. Madrid. Teatro Triángulo, del 25 septiembre al 2 octubre.
Las Estaciones del Ermitaño de Cristo. Benicasim Sala de exposiciones Melchor Zapata. Excmo. Ayuntamiento de Benicasim, del 24 de marzo al 8 de abril.
Exposición permanente. Madrid. Espacio de Exposiciones del Teatro Amaya
- 2012

La Pepa. Benicasim. Sala "Melchor Zapata", del 18 al 27 mayo.
Los Idiotas. Benicasim. El Corb, del 1 al 31 de agosto.
Morfeo. Valencia. Las Naves, Centro de creación contemporánea, del 1 al 22 septiembre.

## Exposiciones colectivas
- 2009

Maltrato Emocional. Madrid. Colegio de psicólogos, del 10 al 13 de noviembre.
- 2010

Nit de Les Galeries. Alcanar (Tarragona). Galería Nuriart, 1 al 30 de junio
StartUp. Verona (Italia). Exposición Internacional de Artistas Emergentes, Sala Birolli.
- 2013

I Muestra de Arte Contemporáneo Artevalencia.